# Крис (рэпер)
Крис (пол. Kris; настоящее имя — Кшиштоф Пиотровский, пол. Krzysztof Piotrowski; род. 1 июля 1981 года, Оборники, Польская Народная Республика) — польский рэпер. С 1999 года Крис является членом группы «Ascetoholix». Его двоюродный брат Либер тоже был участником группы «Ascetoholix» до 2011 года. Наибольшую популярность Крис имел в период с 2003-2006 года. В СМИ появляется редко. В 2008 году Крис выпустил свой сольный альбом под названием «Dar». В 2014 году Кшиштоф Пиотровский был избран на местных выборах кандидатом в городской совет в гмине Оборники.

## Дискография
| Название | Дата выпуска        | Исполнители            |
| -------- | ------------------- | ---------------------- |
| Dar      | 14 ноября 2008 года | Крис, Дониу, 52 Dębiec |

## Видеоклипы

### В группеAscetoholix
- 2000: „Umiejętności”
- 2001: „Grunt/Maraton”
- 2001: „Już dawno”
- 2002: Owal - „Jestem tu” feat. Ascetoholix
- 2003: „Na spidzie” feat. DJ Story
- 2003: „Plany” feat. DJ Story
- 2003: DJ Decks - „Dario” feat. Ascetoholix
- 2004: 52 Dębiec - „To My Polacy” feat. Ascetoholix
- 2005: Greenjolly, Pięć Dwa Dębiec, Ascetoholix i inni - „Jest nas wielu”
- 2005: „To tylko my”
- 2006: „Tak wyszło” feat. Sylwia Grzeszczak
- 2006: „Chcemy wojny”
- 2006: „Afrodyzjak” feat. Sylwia Grzeszczak
- 2012: „Mała wojna”
- 2012: „Zanim”
- 2012: „Zakładam dres”
- 2014: „Adrenalina”
- 2014: „Love Online”
- 2014: „Twoje Westerplatte”

### Вне группы
- 2010: Brudny Zachód - „Wbijam się/ Oni/ Znam to” feat. Doniu, Kris